# Pediasia bolivarellus
Pediasia bolivarellus is een vlinder uit de familie grasmotten (Crambidae). De wetenschappelijke naam is voor het eerst geldig gepubliceerd in 1930 door A. Schmidt.
De soort komt voor in Europa.